# Galileo (sistem de navigație)

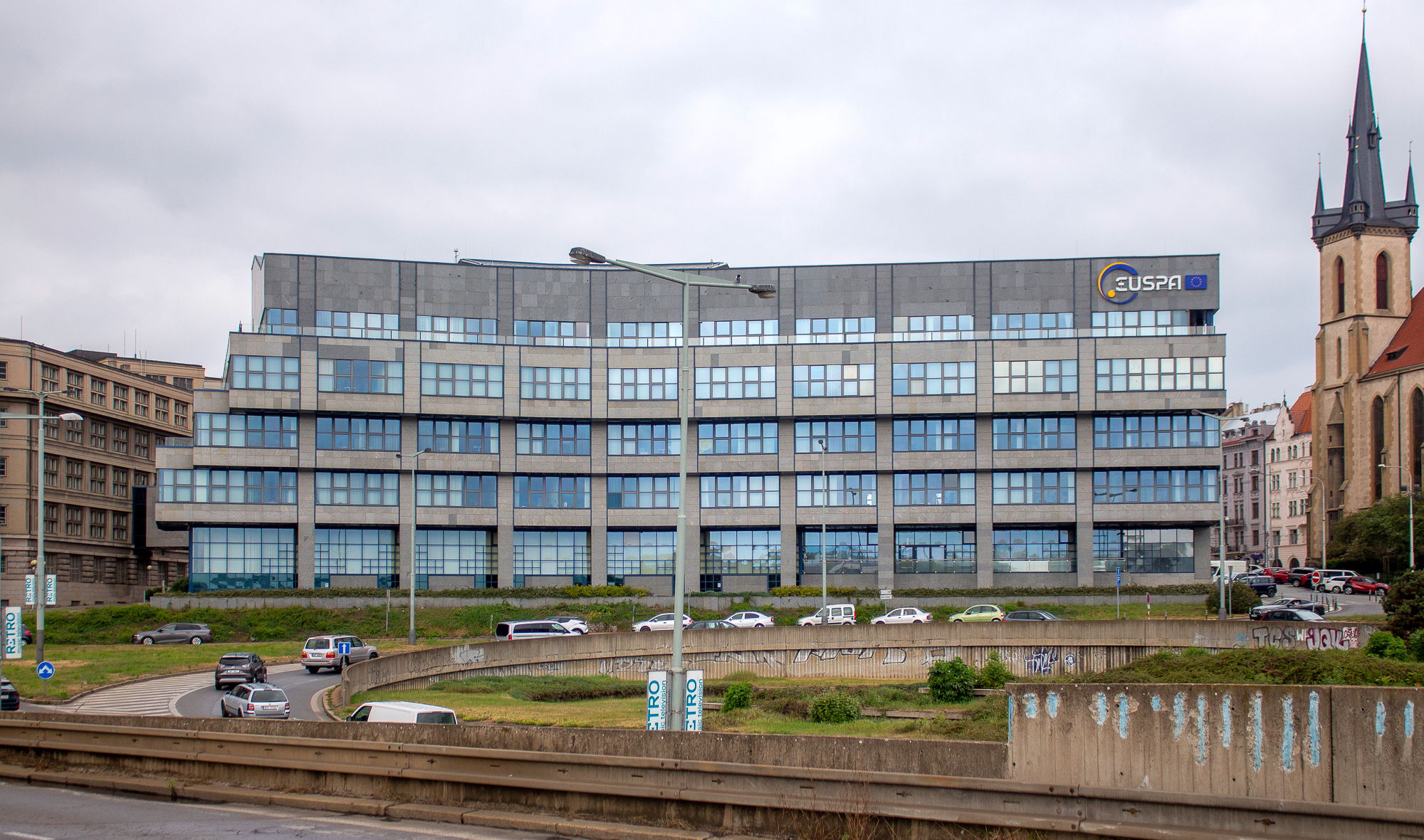
Sediul central Galileo din Praga

Galileo este un sistem de navigație prin satelit sau sistem de poziționare globală prin satelit (GNSS), aflat în curs de realizare, destinat în primul rând pentru uz civil. Acest proiect a fost numit după astronomul italian Galileo Galilei. 
Sistemul a fost început de către un consorțiu public-privat condus de Uniunea Europeană, Agenția Spațială Europeană (ESA) și continuat în prezent de câteva state europene. Sistemul Galileo este interconectat cu sistemele funcționale GPS/NAVSTAR și GLONASS pentru a oferi o înaltă precizie de poziționare. Sistemul de referință și coordonate utilizat va fi de tip ETRS89 (European Terrestrial Reference System). Nivelul de precizie al sistemului european este considerat superior celui oferit de GPS, fiind capabil să furnizeze măsurători orizontale și verticale cu o precizie de 1 metru, precum și servicii de poziționare la latitudini mari cu mult îmbunătățite față de cele actuale. 
Aflat încă în stadiu de proiect, Galileo este viitorul sistem european de radionavigație, destinat întrebuințării civile, a cărei implementare ar trebui să fie finalizată până în 2020. În prezent funcționează un sistem european intermediar, EGNOS, care acoperă majoritatea suprafeței Europei și Africii de Nord. Sistemul de navigație Galileo va duce în final, la independența țărilor europene față de sistemul american de poziționare globală (GPS).
Consorțiul care va susține parteneriatul public privat este alcătuit din companii aeriene și de comunicații din Europa, precum Airbus Group, Thales Alenia Space, Inmarsat, Alcatel-Lucent, Finmeccanica, ENAIRE, Hispasat, TeleOp GmbH. 
Conform proiectului, dezvoltarea sistemului Galileo este împărțită în patru etape principale, fiecare dintre ele având un investitor principal și mai mulți subcontractori, ce va permite tuturor statelor membre să se implice direct în realizarea acestuia. 
Sistemul GALILEO va fi format din 30 de sateliți pozitionați pe trei orbite medii (MEO), câte 10 în fiecare plan orbital înclinat la 56°, la 23.222 Km altitudine. Fiecare satelit va avea o greutate de 675 Kg, și perioadă de funcționare medie mai mare de 12 ani. În orice punct de pe glob vor fi vizibili 6-8 sateliți. Galileo are sediul în Praga, Cehia, și va avea două centre de control, unul în Germania și unul în Italia.

## Istoric
În 1999, Franța, Germania, Italia și Marea Britanie au propus ESA un set de concepte pentru un sistem european civil de poziționare prin satelit.
Prima etapa a acestui program a început oficial la 26 mai 2003, odată cu semnarea la sediul ESTEC (European Space Research and Technology Centre), a unui acord între Uniunea Europeană și Agenția Spațială Europeană.   
În iunie 2004, s-a semnat un acord între S.U.A. și Uniunea Europeană cu privire la schimbarea modulației la BOC 1.1 (Binary Offset Carrier 1.1), permițând astfel ambelor sisteme să coexiste. 
Primii doi sateliți experimentali GIOVE-A și GIOVE-B au fost lansați în decembrie 2005, respectiv aprilie 2008, în cadrul fazei de lansare pe orbită, In-Orbit Validation (IOV), pentru a valida sistemul. Scopul lansării acestor sateliți a fost testarea condițiilor spatiale specifice în zona de lucru, ceasurile atomice ale sateliților și nivelul de radiații. 
În noiembrie 2009 s-a inaugurat o stație terestră lângă Kourou, Guiana.
În decembrie 2010, miniștrii UE au votat la Bruxelles, ca sediul proiectului Galileo să fie la Praga, Republica Cehă.
Primii doi sateliți din sistemul operațional au fost lansați la data de 21 octombrie 2011 de la Centrul Spațial Kourou, folosind un lansator Soyuz, iar următorii doi sateliți au urmat în 12 octombrie 2012, pentru a ajunge la capacitate operațională inițială (IOC) în 2017-18. 
Începând cu anul 2016, lansarea ultimilor doisprezece sateliți se face folosind o rachetă Ariane 5 ES, capabilă de a plasa patru sateliți Galileo pe orbită cu fiecare lansare. Din luna mai 2016, sistemul dispune de 14 sateliți în orbită. 
Finalizarea amplasării celor 30 de sateliți ai sistemului Galileo (27 operationali și 3 pentru înlocuire) pentru a ajunge la capacitatea operațională completă (FOC), este preconizată în anul 2019.  

## Finanțare
Din punct de vedere al finanțării, sistemul de navigație european Galileo a întâmpinat dificultăți încă din stagiul de proiect, deoarece necesita o finanțare de mai multe miliarde de euro.
După eșecul negocierilor de finanțare privată a sistemului, Comisia Europeană a decis ca acest proiect să fie finanțat din bani publici.
Etapele de definire, dezvoltare și Validare-pe-Orbită (In-Orbit Validation - IOV) au fost realizate de către ESA și co-finanțate de către ESA și Comisia Europeană. Faza de Capacitate Operațională Completă (Full Operational Capability - FOC) este finanțată în întregime de către Comisia Europeană. CE și ESA au semnat un acord de delegare prin care ESA acționează ca agent de proiectare și achiziții publice în numele Comisiei.
Costurile inițiale de pornire pentru perioada 2002-2005 au fost estimate la 1,1 miliarde euro. Pentru perioada 2006-2013, Uniunea Europeană a decis ca bugetul alocat proiectului Galileo să fie de 3,4 miliarde euro, toate statele membre urmând să contribuie la această sumă. În această sumă este inclusă și infrastructura de la sol, care a fost construită în perioada 2006-2007. 
La începutul anului 2007, proiectul nu a mai primit suficiente fonduri ceea ce a condus la întârzieri substanțiale.
În anul 2008, prin reducerea bugetului administrativ și al agriculturii, s-au realocat fonduri suficiente pentru continuarea proiectului. În luna octombrie 2009, Comisia Europeană a micșorat numărul sateliților de la 28 la 22, cei șase sateliți urmând să fie comandați ulterior. În prezent, costurile sistemului Galileo sunt de peste 5 miliarde de euro. 

### Implicare internațională
Multe alte țări sunt interesate să participe la proiectul Galileo, la niveluri mai mari sau mai mici de cooperare. Următoarele țări din afara Uniunii Europene, sunt de asemenea implicate: 
- Elveția (membru ESA), participă inițial cu 30 milioane euro și a furnizat pentru primii patru sateliți, ceasul atomic cu rubidiu, și ceasul “Passive Hydrogen Maser”
- China investește în anul 2003 suma de 230 milioane euro; un centru de formare comun pentru navigația prin satelit a fost inaugurat  la Universitatea din Beijing
- Israel, a semnat în iulie 2004 un acord de parteneriat în acest proiect
- Ucraina s-a alăturat la 3 iunie 2005
- India, în septembrie 2005 a semnat un acord de cooperare și a oferit o cofinanțare de 300 de milioane de euro
- Maroc, noiembrie 2005
- Norvegia (membru ESA), la 3 aprilie 2009, a semnat un acord cu acest program, investind suma de 68,9 milioane de Euro
- Arabia Saudită
- Coreea de Sud.

Următoarele state sunt în stadiu de negociere pentru a participa: 
- Argentina
- Australia
- Brazilia
- Chile
- Canada
- Malaezia
- Mexic
- Rusia

## Descriere

### Componenta spațială
Constelația sistemului Galileo va fi compusă dintr-un număr de 30 de sateliți dispuși pe 3 plane orbitale înclinate la 56° la altitudinea de 23.616km. Greutatea fiecărui satelit este de 675 kg, durata de funcționare 12 ani, iar perioada de revoluție a unui satelit va fi de aproximativ 14,4 ore.
Salteliții sistemului vor primi numele unor copii din Europa, câștigători naționali ai unui concurs organizat de Comisia Europeană. 
Numele câștigătorilor din celelalte 25 de state rămase, v-a fi atribuit celorlalți sateliți care vor fi lansați pe orbită până în 2019.
| Satelit (nume)                    | Misiune    | Data lansării | Locul lansării         | Racheta purtătoare | Stare          |
| --------------------------------- | ---------- | ------------- | ---------------------- | ------------------ | -------------- |
| GIOVE-A                           | P15000-015 | 28.12.2005    | Baikonur               | Soyuz              | Retras în 2012 |
| GIOVE-B                           | P15000-016 | 27.04.2008    | Baikonur               | Soyuz              | Retras în 2012 |
| GSAT-101 · Thijs Belgia           | VS01       | 21.10.2011    | Centrul Spațial Kourou | Soyuz              | Operațional    |
| GSAT-102 · Natalia Bulgaria       | VS01       | 21.10.2011    | Kourou                 | Soyuz              | Operațional    |
| GSAT-103 · David Cehia            | VS03       | 12.10.2012    | Kourou                 | Soyuz              | Operațional    |
| GSAT-104 · Sif Danemarca          | VS03       | 12.10.2012    | Kourou                 | Soyuz              | Operațional    |
| GSAT-201 · Doresa Germania        | VS09       | 22.08.2014    | Kourou                 | Soyuz              | Operațional    |
| GSAT-202 · Milena Estonia         | VS09       | 22.08.2014    | Kourou                 | Soyuz              | Operațional    |
| GSAT-203 · Adam Irlanda           | VS11       | 27.03.2015    | Kourou                 | Soyuz              | Operațional    |
| GSAT-204 · Anastasia Grecia       | VS11       | 27.03.2015    | Kourou                 | Soyuz              | Operațional    |
| GSAT-205 · Alba Spania            | VS12       | 11.09.2015    | Kourou                 | Soyuz              | Operațional    |
| GSAT-206 · Oriana Franța          | VS12       | 11.09.2015    | Kourou                 | Soyuz              | Operațional    |
| GSAT-208 · Andriana Cipru         | VS13       | 17.12.2015    | Kourou                 | Soyuz              | Operațional    |
| GSAT-209 · Liene Latvia           | VS13       | 17.12.2015    | Kourou                 | Soyuz              | Operațional    |
| GSAT-210 · Danielė Lituania       | VS15       | 24.05.2016    | Kourou                 | Soyuz              | Operațional    |
| GSAT-211 · Alizée Luxemburg       | VS15       | 24.05.2016    | Kourou                 | Soyuz              | Operațional    |
| GSAT-207 · Antonianna Italia      |            | 17-11-2016    | Kourou                 | Ariane 5           |                |
| GSAT-212 · Lisa Ungaria           |            | 17-11-2016    | Kourou                 | Ariane 5           |                |
| GSAT-213 · Kimberley Malta        |            | 17-11-2016    | Kourou                 | Ariane 5           |                |
| GSAT-214 · Tijmen Olanda          |            | 17-11-2016    | Kourou                 | Ariane 5           |                |
| GSAT-215 · Nicole Austria         |            | 2017          | Kourou                 | Ariane 5           |                |
| GSAT-216 · Zofia Polonia          |            | 2017          | Kourou                 | Ariane 5           |                |
| GSAT-217 · Alexandre Portugalia   |            | 2017          | Kourou                 | Ariane 5           |                |
| GSAT-218 · Irina România          |            | 2017          | Kourou                 | Ariane 5           |                |
| GSAT-219 · Tara Slovenia          |            | 2018          | Kourou                 | Ariane 5           |                |
| GSAT-220 · Samuel Slovacia        |            | 2018          | Kourou                 | Ariane 5           |                |
| GSAT-221 · Anna Finlanda          |            | 2018          | Kourou                 | Ariane 5           |                |
| GSAT-222 · Ellen Suedia           |            | 2018          | Kourou                 | Ariane 5           |                |
| GSAT-223 · Patrick Marea Britanie |            | 2019 +        |                        |                    |                |

#### Etapa de testare
Satelitul GIOVE-A

GIOVE-A este primul satelit al sistemului Galileo ce are un rol de verificare și testare. Acesta a fost lansat pe 28 decembrie 2005 de la baza spațială Baikonur din Kazahstan, cu ajutorul unei rachete Soyuz. Scopul satelitului care are o greutate la lansare de 400 kg, este să permită testarea tehnologiilor care vor fi implementate în viitorii sateliți ai sistemului. De asemenea va măsura și parametrii fizici ai orbitei și ai mediului înconjurător în care va funcționa viitoarea constelație. Acesta este primul satelit al Europei plasat pe o orbită medie a Pământului. Contractul în valoare de 27,9 milioane euro, a revenit firmei Surrey Satellite Technology. 
În data de 12 ianuarie 2006, la centrul spațial ESA s-au primit primele semnale de la satelitul GIOVE-A. 
Satelitul GIOVE-B

Construit de Astrium GmbH și Thales Alenia Space, GIOVE-B a fost lansat cu succes la 27 aprilie 2008, de la Baikonur la bordul unei rachete Soyuz-FG. Acest satelit are o greutate de 525 kg. 

#### Etapa de validare pe orbită (In-Orbit Validation - IOV)
La 21 octombrie 2011, primii doi sateliți ce fac parte din capacitatea operațională inițială (IOC), au fost lansați de la Centrul Spațial Kourou, folosind un lansator Soyuz. Următorii doi sateliți au urmat în 12 octombrie 2012. Acești patru sateliți au fost construiți de Astrium GmbH și Thales Alenia Space.

#### Etapa de capacitate operațională completă (Full Operational Capability – FOC)
La data de 7 ianuarie 2010, a fost semnat contractul pentru construirea primelor 14 sateliți FOC de către OHB-System și Surrey Satellite Technology, în valoare de 566 milioane euro. În luna februarie 2012, au fost comandați suplimentar opt sateliți, totalul ajungând la 22 de sateliți. 
- Primii doi sateliți Galileo GSAT0201 și GSAT0202 au fost lansați  la 22 august 2014 de la Centrul Spațial Kourou din Guiana folosind un lansator Soyuz. [15][16]

- Sateliții GSAT0203 și GSAT0204, lansați cu succes la 27 martie 2015. [17]

- Utilizând același lansator Soyuz și rampă de lansare, sateliții GSAT0205 și GSAT0206 au fost puși pe orbită la data de 11 septembrie 2015. [18]

- Sateliții GSAT0208 și GSAT0209 au fost lansați din Kourou, Guiana, folosind lansatorul Soyuz la data de 17 decembrie 2015. [19]

Începând cu anul 2016, desfășurarea ultimelor doisprezece sateliți se va face folosind un lansator  Ariane 5 modificat, numit Ariane 5 ES, capabile de a plasa patru sateliți Galileo pe orbită cu fiecare lansare. 
Sateliții GSAT0210 și GSAT0211 au fost lansați la 24 mai 2016. 
Următorii patru sateliți sunt planificați pentru lansare în noiembrie 2016 cu un lansator Ariane 5 ES.

#### Ceasurile sateliților

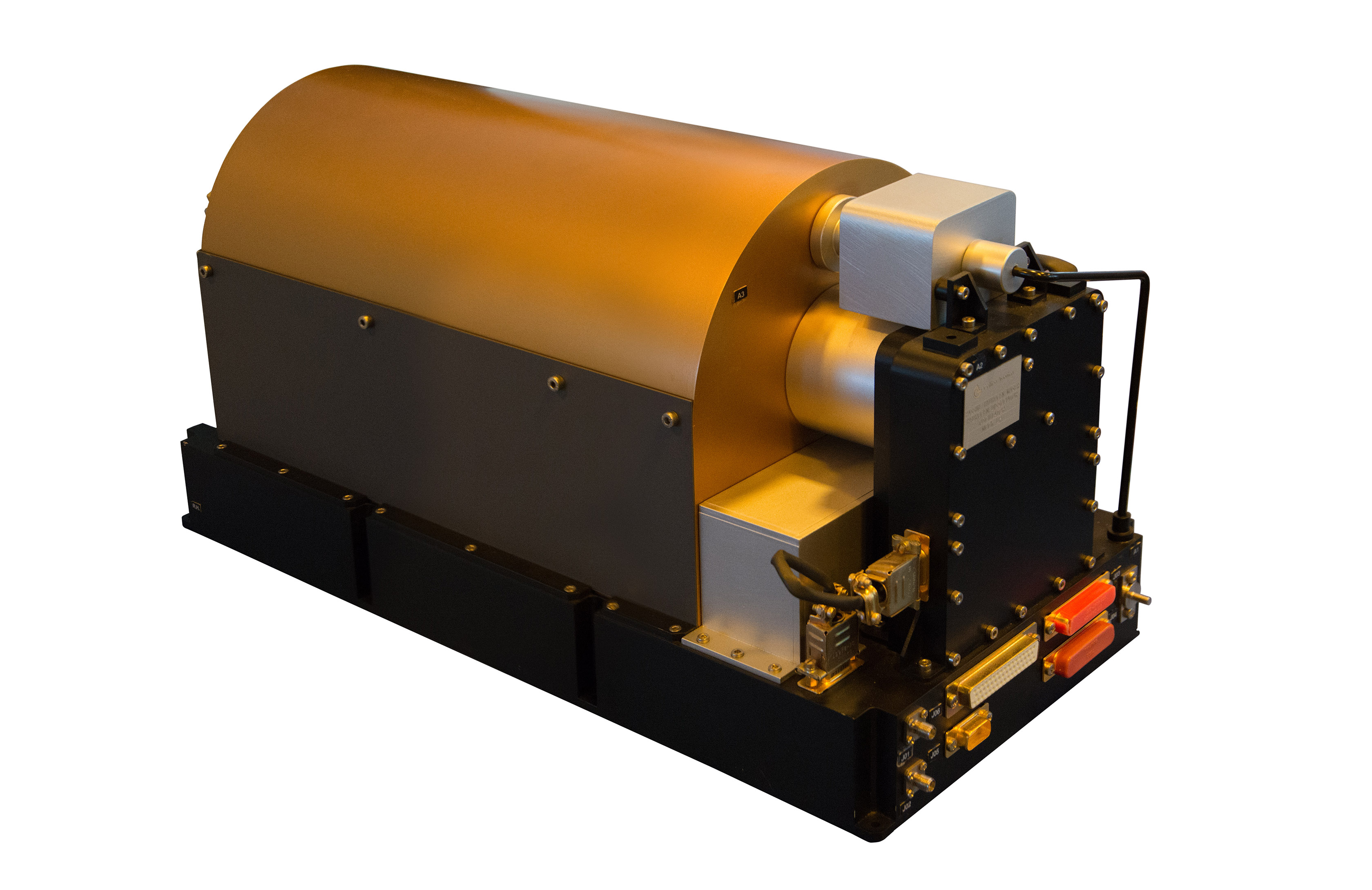
Ceasul „Passive Hydrogen Maser” de la bordul satelitului GIOVE-B.

Ceasurile sateliților sunt esențiale pentru performanțele de poziționare ale sistemului Galileo. Fiecare dintre cei 30 de sateliți din sistem, va avea la bord un ceas atomic cu rubidiu și un ceas maser cu hidrogen (Passive Hydrogen Maser). Ceasurile sunt prevăzute cu oscilatoare produse de firma elvețiană TEMEX Arhivat în 25 octombrie 2016, la Wayback Machine. fiind extrem de precise (deviație de o secundă în 760.000 de ani pentru ceasul cu rubidiu și o secundă în trei milioane de ani pentru cel cu hidrogen).
În navigare, ceasurile sunt factorul determinant pentru determinarea cu precizie a poziției. Cu precizia pe care o oferă ceasurile din sateliții Galileo, aceștia pot permite determinarea poziției cu o precizie de 45 de cm.
Ceasurile pentru sateliții Galileo se bazează pe oscilațiile la nivel atomic. Această frecvență este în jur de 6 GHz pentru ceasul cu rubidiu si in jur de 1,4 GHz pentru cel cu hidrogen. 
Ceasurile de la sol vor genera, de asemenea, o referință de timp la nivel mondial numită Timpul Sistemului Galileo (Galileo System Time). Ceasul cu rubidiu a fost testat la bordul GIOVE-A, iar cel cu hidrogen la bordul lui GIOVE-B. 

#### Semnalele sateliților
Sateliții Galileo vor difuza semnalele pe 3 benzi principale: E5, E6, L1 (denumită și E2-L1-E1). Pentru toate benzile, polarizarea utilizată este polarizare circulară dreaptă (Right Hand Circular Polarisation - RHCP). 
Benzile ocupate de aceste semnale fac parte din alocarea dată de RNSS (Radionavigation-Satellite Service):
- E5: 1164-1215 MHz,  frecvență purtătoare de 1191,795 MHz și lățime de bandă de 92,07 MHz ;
- E6: 1260-1300 MHz,  frecvență purtătoare de 1278,750 MHz și lățime de bandă de 40,92 MHz ;
- L1: 1559-1591 MHz,  frecvență purtătoare de 1575,420 MHz și lățime de bandă de 40,92 MHz ;

Sateliții Galileo vor transmite zece categorii de semnale corespunzătoare celor 10 canale: E5a-I, E5a-Q, E5b-I, E5b-Q, E6a, E6b, E6C, L1A, L1B, L1C (șase pentru Open Service, două pentru servicii comerciale și două pentru serviciul public regulat). Cele trei canale de E6 și L1 sunt combinate prin intermediul tehnicii de multiplexare CASM (Coherent Adaptive Sub-Carrier Modulation).
- Serviciul deschis (Open Service - OS) și servicii de salvare SoL (Safety-of-life Services), șase semnale, incluzand trei canale fără date (semnale pilot) : E5a, E5b si E2-L1-E1
- Serviciul Comercial (CS): două semnale în banda E6 cu coduri criptate
- Public Regulated Service (PRS): două semnale în banda E6 și E2-L1-E1 cu date și coduri criptate. Pentru transmiterea oricăror mesaje cu date este utilizat un cod convoluțional Viterbi.

Benzile E1 și E2  vor fi combinate cu banda de 1663-1587 MHz folosită de banda L1 a sistemului GPS pentru a asigura interoperabilitatea semnalului. 

### Componenta terestră

Configurarea segmentului terestru

Precizia pe orbită și semnalele sistemului Galileo sunt controlate prin segmentul de la sol constând din:
- 2 centre de control terestre (GCC) situate în Oberpfaffenhofen lângă München, Germania și la centrul Telespazio în Fucino, Italia
- stații de telemetrie, urmărire și comandă
- stații de uplink
- stații de senzori.

Controlul constelației sateliților, sincronizarea ceasurilor atomice ale sateliților, procesarea integrității semnalului și manipularea datelor legate de elemente interne și externe sunt realizate de cele două centre de control (GCC) ale sistemului. Aceste centre cuprind Galileo Mission System (GMS) și Galileo Control System (GCS). 
Galileo Mission System (GMS) include:
- OSPF (Orbit Synchronization and Processing Facilities), procesare și sincronizare a orbitelor, determinarea parametrilor de navigație prin satelit: calculul efemeridelor, predicție ceas prin satelit, determinarea preciziei semnalului în spațiu.
- MGF (Message Generation Facility), necesară pentru a multiplexa într-un singur flux de date mesajele generate în cadrul GCC sau primite din surse externe.
- PTF (Precision Timing Facilities),  mijloace de măsurare precisă a timpului
- GACF (Ground Assets Control Facility), monitorizarea și controlul tuturor elementelor GMS în timp real.
- MUCF (Mission Uplink Control Facility),  monitorizare on-line și off-line, planificarea misiunilor pe termen lung, mediu și scurt și programarea uplink.
- MSF (Mission Support Facility), mijloace de sprijin a misiunii, în special pentru funcțiile off-line, calcularea datelor de configurare și calibrare pentru elementele în timp real.
- MTPF (Maintenance and Training Platform), conține elemente și echipamente de sprijin în scopuri de întreținere și de pregătire.
- GMS KMF (GMS Key Management Facility), aspecte privind securitatea și protecția datelor (generarea cheilor de criptare, procesul de criptare/decriptare.
- SPF (Service Product Facility), dedicat punerii în aplicare a gateway-ului de schimb între GCC și alte elemente exterioare.

Galileo Control System (GCS) include:
- SCCF (Spacecraft & Constellation Control Facility), care efectuează monitorizarea și controlul on-line a sateliților pentru operațiunile de rutină și critice.
- SCPF (Spacecraft & Constellation Planning Facility), se ocupă de programarea contactului în mod regulat (o dată pe orbită) cu toți sateliții din constelație pentru a sprijinii operațiunile de rutină și operațiunile critice.
- FDF (Flight Dynamics Facility), responsabilă pentru determinarea orbitei nenominale și planificarea manevrelor.
- OPF (Operations Preparation Facility), pregătirea și configurarea controlului tuturor bazelor de date și a procedurilor operaționale, inclusiv cele care sunt destinate pentru executare automată.
- CMCF (Central Monitoring & Control Facility), susține monitorizarea și controlul tuturor activelor GCS de la sol, inclusiv stații TT&C, instalații GCC și rețele.
- GCS KMF (GCS Key Management Facility), sprijină aspecte privind securitatea și protecția datelor (generarea cheilor de criptare, procesul de criptare/decriptare.
- CSIM ( Constellation Simulator), utilizat pentru validarea procesului operațional, formare și investigarea problemelor de funcționare. [29]

### Componenta utilizatori
În prezent există receptoare care pot capta semnale de la mai multe sisteme de poziționare prin sateliți (receptoare multi-constelație) concepute pentru o varietate de aplicații. Aceste receptoare suportă o gamă largă de semnale satelit, inclusiv semnalele Galileo în benzile E1 și E5. 
Printre companiile care au dezvoltat receptoare comerciale multi-constelație se numără:
- Javad
- Leica
- Maxim
- Novatel
- Septentrio
- TopCon Arhivat în 19 octombrie 2016, la Wayback Machine.
- Iot4 Ltd[31]
- Trimble [32]

### Servicii
Sistemul Galileo va dispune de următoarele servicii de navigație:
- Serviciul deschis (Open Service – OS) va fi gratuit pentru utilizator și va furniza informații de poziționare și de sincronizare în concurență cu alte sisteme globale de navigație prin satelit.
- Serviciul pentru siguranța vieții (Safety of Life – SoL), va fi furnizat sectoarelor de transport pentru care siguranța este esențială (sectorul aviației sau sectorul maritim); serviciul va îmbunătăți performanțele prin funcția de integritate, care îi alertează la timp pe utilizatori de scăderea nivelului de precizie.
- Serviciul comercial (Commercial Service – CS) va furniza acces la două semnale suplimentare (criptate), pentru a permite un ritm mai ridicat de transfer al datelor și a le garanta utilizatorilor o mai mare precizie.
- Serviciul public reglementat (Public Regulated Service – PRS) va furniza informații cu acces controlat de poziționare și de sincronizare anumitor utilizatori care necesită o foarte bună continuitate în serviciu (serviciile de urgență, forțele de securitate, forțele armate).
- Serviciul de căutare și salvare (Search And Rescue – SAR), prin care Galileo va contribui la Sistemul internațional de localizare prin satelit pentru căutare și salvare (International Satellite System for Search and Rescue – Cospas-Sarsat). Sateliții Galileo vor putea să detecteze semnalele emise de balizele de pericol plasate la bordul navelor, al avioanelor sau purtate de persoane și să le retransmită centrelor de salvare naționale, pentru a le permite acestora din urmă să stabilească locul producerii accidentului.

## Vezi și
- Galileo (sondă spațială)
- GIOVE
- GLONASS
- Misiunea Galileo
- NAVSTAR